# 格文
格文（英语：Girvan；苏格兰盖尔语：Inbhir Gharbhain），是英国苏格兰南艾尔郡的一个城镇，艾尔以南34公里。总人口约7000（2001年）。该地原为一渔港，后成为有着悬崖与海滩的滨海度假地。

## 友好城市
- 法國 托尔西